# Catalina de Ricci
Santa Catalina de Ricci (Florencia, 23 de abril de 1522-1 de febrero de 1590) cuyo nombre original fue el de Alejandrina Lucrecia, fue una monja católica italiana, de la noble familia de los Ricci.

## Biografía
Nació el 23 de abril de 1522 en una noble familia de Florencia. Quedó huérfana de madre a temprana edad quedando bajo cuidados de su madrastra. A los 13 años, en 1535, después de un retiro, pidió ingresar al convento, en la ciudad toscana de Prato, y cambió su nombre por el de Catalina que había sido fundado por nueve damas devotas de san Jerónimo de Savonarola, y pertenecientes a la Tercera Orden de Santo Domingo de Guzmán.
En sus primeros años, fueron tales sus muestras de misticismo y contemplación que de ordinario estaba abstraída de los sentidos que no contaba a nadie sus experiencias espirituales, ni a su confesor por lo que estuvo a poco de ser expulsada. 
Fue nombrada maestra de novicias a los 25 años y por 18 años fue superiora, y pudo terminar la construcción del convento. 
De 1542 a 1554, revivió consigo las llagas de Jesús Crucificado. 
Tuvo una amistad y predijo un atentado contra san Carlos Borromeo.Guzmán. El atentado, aunque fallido, se produjo, pese a la incredulidad de Carlos y desde entonces, el santo mantuvo siempre la imagen de la monja en su celda. También frecuentó a San Felipe Neri, San Pio V y Santa María de Pazzi. Príncipes y prelados llegaban al convento en busca de su consejo.

## Espiritualidad
Buscó incansablemente la gloria del Señor. Promovió la reforma de la vida regular en el convento, inspirada por fray Jerónimo de Savonarola a quien admiraba con agradecido afecto. 
Su adoración al Señor y su Pasión la llevó  componer el "Cántico de la Pasión", que es una meditación reposada sobre los sufrimientos de Cristo. También escribió "Cartas", que es muestra de su profundo itinerario en el Espíritu. Trabajó atendiendo enfermos, hermanas y laicos. Tuvo una abundancia de carismas celestiales, que aunada a una prudencia extrema y especial sentido práctico, hicieron de ella una superiora ideal. 

## Último día
Murió el 1 de febrero de 1590, pero previamente recibió los sacramentos de rodillas; su rostro resplandecía como el de un ángel. Llamó a sus hermanas religiosas y las exhortó al amor de Dios y a la observancia regular, poniéndose enseguida en oración. Minutos antes del momento final, con su mano, cerró sus ojos, se santiguó, extendió los brazos en forma de cruz y expiró, quedando envuelta en resplandores. 

## Canonización
Fue beatificada por el papa Clemente XII el 23 de noviembre de 1732 y canonizada por Benedicto XIV el 29 de junio de 1746. El cuerpo de la santa se venera en la basílica de San Vicente Ferrer en Prato. Su festividad se celebra el 4 de febrero.